# Atbash
L'Atbash est un chiffrement par substitution monoalphabétique simple pour l'alphabet hébreu. Cette méthode de chiffrement substitue א (la première lettre) à ת (la dernière), ב (la deuxième) à ש (l'avant-dernière), et ainsi de suite, inversant l'alphabet.
Cette méthode de chiffrement est faible car il s'agit d'une simple substitution monoalphabétique. Cependant, au temps où l'Atbash était utilisé, faute d'outils mathématiques voire informatiques adaptés à la cryptologie, cela n'était pas spécialement un problème.

## L'Atbash dans l'ancien testament ou la tanakh
Dans le Livre de Jérémie, לב קמי Lev Kamai (51:1) est l'Atbash de כשדים Kasdim (Chaldée), et ששך Sheshakh (25:26; 51:41) est l'Atbash pour בבל Bavel (Babylone).
Il est associé à des traditions ésotériques du judaïsme comme la Kabbale.

## L'Atbash adapté à l'alphabet latin
Le chiffrement Atbash adapté à l'alphabet latin serait :
| En clair | a | b | c | d | e | f | g | h | i | j | k | l | m | n | o | p | q | r | s | t | u | v | w | x | y | z |
| Chiffré  | Z | Y | X | W | V | U | T | S | R | Q | P | O | N | M | L | K | J | I | H | G | F | E | D | C | B | A |

Une façon plus simple et plus rapide de le noter est de présenter la correspondance dans un tableau de 13 colonnes :
| A | B | C | D | E | F | G | H | I | J | K | L | M |
| Z | Y | X | W | V | U | T | S | R | Q | P | O | N |

L'Atbash peut de même être utilisé dans tout alphabet.
Par exemple, en Atbash, les lettres « xszlh » correspondent au mot « chaos ».
L'absence de voyelle dans l'hébreu permet de nombreuses situations dans lesquelles des mots et leur Atbash ont un sens. Ce cas est plus rare en français. RU et IF, ART et ZIG, RIVA et IREZ en sont quelques exemples.

## L'Atbash vu comme chiffre affine
L'Atbash peut être vu comme un cas particulièrement simple de chiffre affine.
En faisant correspondre la première lettre de l'alphabet à 0, la seconde lettre à 1 et ainsi de suite jusqu'à la dernière lettre qui correspondra au nombre de lettres de l'alphabet - 1, on obtient, par exemple, pour l'alphabet latin :
| A | B | C | D | E | F | G | H | I | J | K  | L  | M  | N  | O  | P  | Q  | R  | S  | T  | U  | V  | W  | X  | Y  | Z  |
| 0 | 1 | 2 | 3 | 4 | 5 | 6 | 7 | 8 | 9 | 10 | 11 | 12 | 13 | 14 | 15 | 16 | 17 | 18 | 19 | 20 | 21 | 22 | 23 | 24 | 25 |

L'Atbash peut alors être décodé et encodé en utilisant une fonction affine simple :
Si l'alphabet comporte m chiffres, la fonction de chiffrement est
{\displaystyle f(x)=m-1-x}
La fonction de déchiffrement est alors identique à la fonction de chiffrement
{\displaystyle y=m-1-x\Leftrightarrow x=m-1-y}
Si l'on utilise une numérotation plus naturelle (a = 1, b = 2, ...), la fonction deviendra :
{\displaystyle f(x)=m+1-x}
et la fonction de déchiffrement sera de nouveau f.